# Achradocera exactus
Achradocera exactus är en tvåvingeart som först beskrevs av Walker 1859.  Achradocera exactus ingår i släktet Achradocera och familjen styltflugor. Inga underarter finns listade i Catalogue of Life.